# Universidades estaduais da Bahia

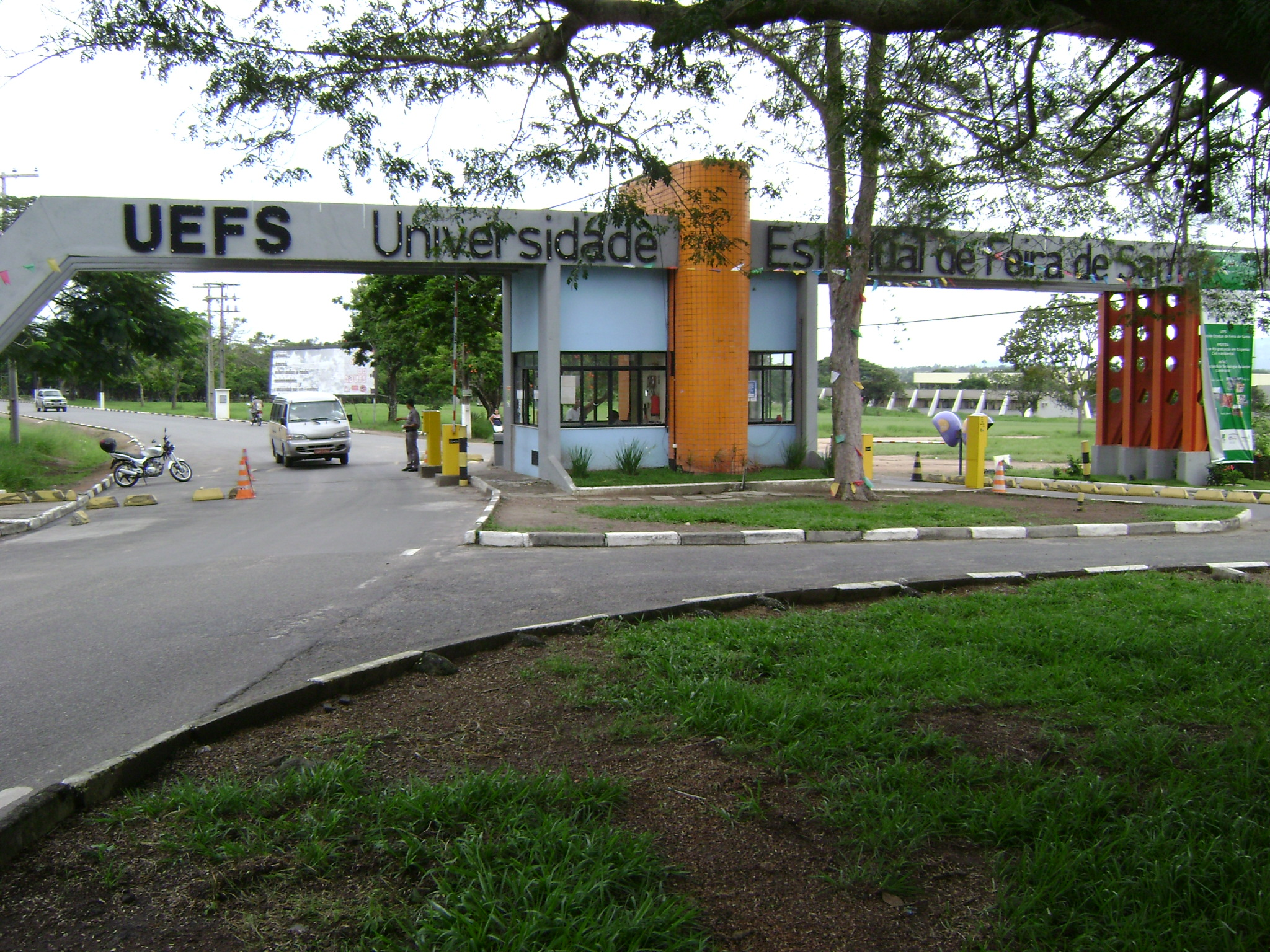
Entrada da Universidade Estadual de Feira de Santana, uma das universidades estaduais na Bahia.

As universidades estaduais da Bahia (UEBA) são as quatro universidades públicas mantidas pelo estado da Bahia, sendo elas: Universidade do Estado da Bahia (UNEB), Universidade Estadual de Feira de Santana (UEFS), Universidade Estadual de Santa Cruz (UESC) e Universidade Estadual do Sudoeste da Bahia (UESB). As quatro fazem parte da administração estadual indireta vinculada à Secretaria da Educação do Estado da Bahia.
A Bahia é o segundo estado brasileiro com maior número de universidades estaduais, sendo o estado do Paraná o primeiro. Elas correspondem à metade das universidades presentes no estado, ofertando um pouco menos de nove mil vagas anuais pelos vestibulares para o ingresso no ensino superior presencial nos 29 campi totais espalhados pelo estado.
Há a proposta de criação de uma quinta universidade estadual baiana, a Universidade Estadual do Rio de Contas (UNERC), a partir do câmpus da UESB em Jequié.